# 塞墨勒

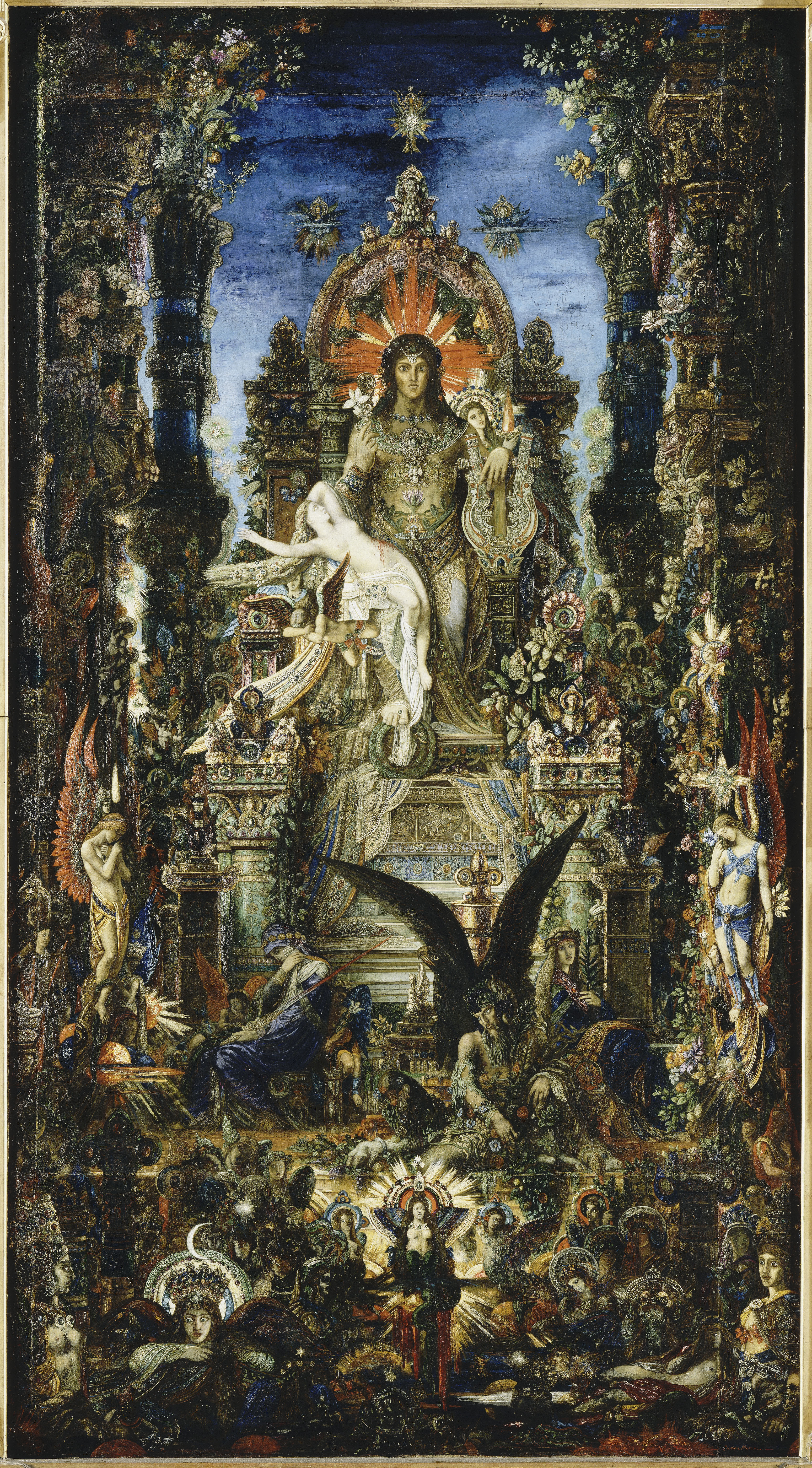
朱庇特和塞墨勒 (1894-95), 古斯塔夫·莫罗创作

塞墨勒 (Semele, Semelē)，也被称为瑟墨蕾，希腊神话中，皮奥夏(Boeotian)英雄卡德摩斯和哈耳摩尼亚之女，酒神-狄俄尼索斯的母亲，受赫拉設計而仰视宙斯，慘死於雷霆之火下。 产生于弗里吉亚人的狄奥尼索斯和塞墨勒崇拜带有一定的邪教色彩，后被爱奥尼亚希腊入侵者和移民修改、扩充。据希罗多德对卡德摩斯的推算，估计塞墨勒生活在他之前的1600年，约在公元前2000年的罗马，女神斯提穆拉(Stimula)就已被认定是塞墨勒。

## 宙斯的引诱和酒神的诞生
在一神话版本中，塞墨勒是宙斯的女祭司，一次，她在祭坛上宰杀一条公牛后，到阿索波斯(Asopus)河中清洗身上的血迹，正好被变成一只老鹰飞过那里的宙斯看到，就此爱上了她。此后又多次与她幽会。 
宙斯的妻子赫拉发现此事后非常嫉妒，她假扮成一位奶娘，接近塞墨勒，当听到她讲宙斯是她的情人时，假装不信，怂恿塞墨勒要求宙斯以奥林匹斯山神的雄伟姿态来看她，以证明他的神性和对她的忠贞。当时，宙斯因急于讨好心爱之人，而向塞墨勒发誓，她提出的一切要求一定有求必应。虽然宙斯曾恳求她不要提这个要求，但在她一再坚持下，宙斯只好遵守诺言。宙斯也试图只向她显示最小的威力。然而，凡人仰视宙斯就会即遭焚毁。顿时，霹雳闪电大发，立即将塞墨勒烧死。
宙斯从塞墨勒腹中救出胎儿，把他缝在自己的大腿里，因此，宙斯走路有此瘸，狄俄倪索斯这个名字即由此而来，意为“宙斯瘸子”。几个月后狄俄倪索斯出生了，这就是常讲他“出生二次”的原缘。
狄俄倪索斯长大后，从地狱中救出他的母亲并使她成为一位奥林匹斯山上的女神，改名为梯俄涅(Thyone)，在她儿子的酒神节上使人发疯。

## 孕育
在盖乌斯·尤利乌斯·许癸努斯(或后期假托许癸努斯之名的作者)创作的《传说集》第167页中，记述了这样一个故事。在此，狄俄尼索斯(称为里贝，Liber)是朱庇特(Jupiter)与佩耳塞福涅(Proserpina)的儿子，被提坦所杀。朱庇特将他的心脏撕碎后放到饮料给塞墨勒喝，塞墨勒因此而怀孕；但在其它记述中，宙斯自己吞下了的心脏，而后将他移殖到塞墨勒身上。后来，赫拉诱使塞墨勒要求宙斯显灵，在她死后，宙斯将未出生的婴儿缝在他的大腿中。在这里，文中并没有暗示塞墨勒是一名处女。狄俄尼索斯“也被称为两位母亲的狄弥多尔(Dimetor)...由于这两个狄俄尼索斯是同一个父亲，但有二个母亲(塞墨勒和宙斯)。
在卡利马科斯(Callimachus)和公元5世纪希腊作家诺努斯的作品还发现了另一个变体的神话版本。在该版本中，第一位狄俄倪索斯被称为札格柔斯(Zagreus)。诺努斯的故事中不存在处女的概念，相反，编者手记中说，宙斯吞下了札格柔斯的心脏，造访了凡间女子塞墨勒，勾引并使她怀孕。在《狄奥尼西卡》(Dionysiaca)第7章110页中，他将宙斯与塞墨勒的事情归类到12位女神组中，其他11位为宙斯生过孩子的女神是：伊俄(Io)、欧罗巴(Europa)、宁芙普卢图(Pluto)、达那厄(Danaë)、埃癸娜(Aigina)、安提俄珀(Antiope)、勒达( Leda)、狄亚(Dia)、阿尔克墨涅(Alcmene)、萨耳珀冬的母亲拉俄达弥亚(Laodameia)及奥林匹亚丝(Olympias)。

## 地点
最通常的说法是塞墨勒的故事发生于底比斯(Thebes)卫城-卡德墨亚(Cadmeia)的宫殿中。公元2世纪保萨尼亚斯(Pausanias)曾在到访过底比斯，他看到了非常的洞房，在那里宙斯与塞墨勒相会，并使她生下了狄俄倪索斯。由于在宫殿中发现了东方式的圆筒印章，因而，塞墨勒神话的起源必定可追溯到公元前14至13世纪的迈锡尼时代或更早。在勒拿湖(Alcyonian)附近的勒那史前遗址，狄俄倪索斯在“Prosymnus”或“波吕摩努斯”(Polymnus)的指导下，下到地狱解救了曾是凡人的母亲。在古代，这里每年都要举办祭典仪式，但保萨尼亚斯拒绝对其进行描述。